# Die Nackten und die Toten (Film)
Die Nackten und die Toten ist ein US-amerikanischer Kriegsfilm aus dem Jahr 1958. Raoul Walsh inszenierte den Film für RKO Pictures nach dem gleichnamigen Roman von Norman Mailer.

## Handlung
Lieutenant Hearn dient als Adjutant unter General Cummings, der in dem Lieutenant eher einen Freund und Sohn sieht. Der General ist der Überzeugung, dass verantwortliche Offiziere in ihren Leuten Angst erwecken sollen, um so die Disziplin zu stärken. Hearn hingegen ist der Meinung, die Soldaten sollten untereinander, unabhängig vom Rang, Respekt haben.
Hearn wird zum Kommandanten eines Zuges gemacht, der auf eine gefährliche Aufklärungsmission geschickt wird. Der ursprüngliche Kommandeur der Einheit, Sergeant Croft, muss nun unter Hearn dienen. Der Sergeant ist für seine Härte und Grausamkeit bekannt. Während Hearn idealistische Ansprüche an seine Soldaten hat, will Croft unter allen Umständen gewinnen.
Hearn erfährt von der gewaltigen Stärke der japanischen Streitkräfte und will die Mission abbrechen. Croft kann ihm jedoch einreden, dass die Zahl der Feinde doch nicht so hoch sei. Bei verschiedenen Gefechten erleiden die US-Soldaten Verluste, mehrere Soldaten werden getötet, Hearn wird verwundet. Während Hearn von einigen Soldaten auf einer Trage zurückgebracht wird, zieht Croft mit den übrigen Männern weiter. Die Mission ist ein Erfolg, die Soldaten können dem Hauptquartier wertvolle Informationen liefern. Doch bei der Mission ist Croft getötet worden.
Der Rückmarsch der anderen Gruppe gestaltet sich schwierig. Die Idee, Hearn zurückzulassen, um schneller entkommen zu können, wird fallengelassen. Die Männer entscheiden sich, ihren Kommandeur weiterzutragen. Die Überlebenden, unter ihnen Hearn, schaffen es zurück zum Hauptquartier. Hier erzählt Hearn dem General, dass die Männer ihn aus Liebe und nicht aus Angst getragen haben.

## Kritik
Das Lexikon des internationalen Films schrieb: „Der Roman von Mailer, in dem amerikanische Truppen unter ärgsten Greueln eine japanisch besetzte Insel im Pazifik zu erobern suchen, wollte illustrieren, daß die US-Armee vom Geist des faschistischen Gegners infiziert worden sei. Diese radikale Anklage hat die Verfilmung getilgt und sich auf eine halbwegs selbstkritische Schilderung rüden Soldatenlebens im Krieg beschränkt. Handwerklich und darstellerisch sehr professionell.“
Die Filmzeitschrift Cinema schrieb: „Die Verfilmung des autobiografischen Romans von Norman Mailer beklagt Machtmissbrauch beim Militär und die Verrohung der Menschen – und das in für die damalige Zeit verblüffender Offenheit. Fazit: Ein erschütterndes Pazifismus-Plädoyer“.

## Hintergrund
Der Film wurde am 6. August 1958 in New York uraufgeführt. In Deutschland kam er am 24. September 1959 in die Kinos.
Gedreht wurde in Panama.
Ausgaben des Hollywood Reporter, der Daily Variety und der Los Angeles Times berichteten, dass Produzent Paul Gregory, zusammen mit seinem Partner, dem Zirkuseigentümer William Goldman, eine Option auf die Filmrechte an dem Roman erworben hatten. Das Budget betrug 3 Millionen US-Dollar. Robert Mitchum sollte die Hauptrolle und Charles Laughton die Regie übernehmen, Lloyd Nolan sollte den General Cummings spielen. Laughton sollte zudem das Drehbuch schreiben. Die Brüder Denis und Terry Sanders waren als Produktionsassistenten für Laughton vorgesehen. Im Dezember 1955 wurde bekannt, dass Laughtons Drehbuch ca. 300 Seiten stark sei und sieben männliche Hauptrollen vorsähe.
Im Januar 1956 wurde gemeldet, dass Paul Gregory aus der Produktion aussteigen und William Goldman weitermachen wolle. Laughton, der 1955 für Gregory Die Nacht des Jägers inszenierte, berichtete Goldman, dass es ein Jahr dauern würde, sein Drehbuch auf eine filmbare Länge zurechtzustutzen. Diese Zeitverzögerung, zusammen mit dem finanziellen Verlust von Die Nacht des Jägers, führten dazu, dass Goldman und Gregory die Zusammenarbeit mit Laughton beendeten. Die Sanders-Brüder überarbeiteten das Drehbuch. Bei den Dreharbeiten in Panama wurden 250 US-Soldaten, die dem Kontingent für den Schutz der damaligen Panamakanal-Schutzzone angehörten, als Komparsen eingesetzt. Hawaiianer wurden für die Rollen der japanischen Soldaten besetzt.
Walshs Werk weist einige Unterschiede zu Mailers Erstlingsroman auf. Einige der im Roman beschriebenen Situationen entfielen, da sie laut Walsh schon in anderen Filmen eingebettet waren. Die weiblichen Charaktere erscheinen nur in Rückblenden. Die größte Änderung betrifft jedoch das Filmende. Im Roman stirbt der Idealist Hearn und der harte Croft überlebt.

### Synchronisation
Es existieren zwei deutsche Synchronfassungen. Die zweite entstand bei der Arena Synchron, Berlin. Konrad Wagner führte Dialogregie.
| Rolle            | Darsteller       | Synchronsprecher (1959) | Synchronsprecher (1973) |
| ---------------- | ---------------- | ----------------------- | ----------------------- |
| Lieutenant Hearn | Cliff Robertson  | Rainer Brandt           | Randolf Kronberg        |
| Sergeant Croft   | Aldo Ray         | Horst Niendorf          | Gernot Duda             |
| General Cummings | Raymond Massey   | Paul Wagner             | ?                       |
| Brown            | William Campbell | ?                       | Klaus Sonnenschein      |
| Gallagher        | Richard Jaeckel  | Wolfgang Draeger        | Claus Jurichs           |
| Rhidges          | James Best       | Dietrich Frauboes       | Andreas Mannkopff       |
| Roth             | Joey Bishop      | Herbert Stass           | ?                       |
| Goldstein        | Jerry Paris      | Heinz Petruo            | ?                       |
| Red              | Robert Gist      | Benno Hoffmann          | Edgar Ott               |
| Wilson           | L. Q. Jones      | Wolfgang Gruner         | Wolfgang Draeger        |